# Zerobaseone
Zerobaseone (koreanisch 제로베이스원; stilisiert in Großbuchstaben; abgekürzt als ZB1) ist eine südkoreanische Boygroup der fünften K-Pop-Generation, die 2023 durch Mnets Reality-Wettbewerb Boys Planet gegründet wurde. Sie wird von Wake One Entertainment verwaltet. Die Boygroup veröffentlichte ihr erstes Album Youth in the Shade am 10. Juli 2023 und wird zweieinhalb Jahre lang aktiv sein. Der offizielle Fanclub-Name lautet ZE_ROSE.

## Geschichte

### VorgeschichteBoys Planet
Die Gruppe entstand durch die Mnet Kpop Survival Show Boys Planet, die vom 2. Februar bis zum 20. April 2023 ausgestrahlt wurde.
In der Show traten 98 Teilnehmer aus Südkorea, China, Taiwan, Japan, Hongkong, Vietnam, Thailand, USA und Kanada gegeneinander an, um am Ende eine multinationale K-Pop Boygroup zu bilden. Die neun Teilnehmer mit den meisten Stimmen in der finalen Episode der Show wurden am 20. April als Mitglieder der Band Zerobaseone verkündet.
Mehrere Mitglieder der Gruppe waren vor der Formierung von Zerobaseone in der Unterhaltungsbranche tätig. Kim Ji-woong war Mitglied der Boygroup INX und trat als Schauspieler in diversen Internetsendungen wie Kissable Lips und Roommate Poongduck 304 auf. Park Gun-wook war im Jahr 2021 Teilnehmer der Castingshow Wild Idol, in der die Mitglieder der südkoreanischen K-Pop-Gruppe TAN gesucht wurden, schaffte es aber nicht in die finale Ausscheidung.

### Debüt
Am 26. Mai 2023 gab die Agentur Wake One Entertainment bekannt, dass das Debüt der Idol-Gruppe im Juli erfolgen werde. Bereits im April wurden die Vorbereitungen für das Debüt der Boygroup gestartet.
Am 13. und 14. Mai 2023 spielte die Gruppe im Rahmen der KCon ihre ersten Konzerte in Japan.
Ihre Debüt-EP Youth in the Shade wurde am 7. Juni 2023 für den 10. Juli 2023 angekündigt. Ende Juni wurde öffentlich, dass die EP knapp 800.000 mal vorbestellt wurde, wodurch die EP zur meist vorbestellten Debütveröffentlichung in der Historie des K-Pop wurde. Am 4. Juli wurde die Marke von einer Million Vorbestellungen überschritten. Gemeinsam mit der Debüt-EP erschien mit In Bloom zudem die Debütsingle mitsamt Musikvideo.
Am 22. Juni 2023 zeigte der südkoreanische Fernsehsender Mnet die Realityshow Camp Zerobaseone.

## Mitglieder
| Name                 | Geburtsname          | Geburtsdatum (Alter)   | Geburtsort        | Position               |
| -------------------- | -------------------- | ---------------------- | ----------------- | ---------------------- |
| Sung Hanbin 성한빈   | Sung Han-bin 성한빈  | 13. Juni 2001 (23)     | Chungcheongnam-do | Team leader Main Dance |
| Kim Jiwoong 지웅     | Kim Ji-woong 김지웅  | 14. Dezember 1998 (26) | Pohang            | Vocal                  |
| Zhang Hao 장하오     | Zhang Hao 章昊       | 25. Juli 2000 (24)     | Nanping           | Main Vocal             |
| Seok Matthew 석매튜  | Seok Matthew         | 28. Mai 2002 (22)      | Vancouver         | Vocal                  |
| Kim Tae Rae 김태래   | Kim Tae-rae 김태래   | 14. Juli 2002 (22)     | Chungcheongnam-do | Main Vocal             |
| Ricky 리키           | Shen Quanrui 沈泉锐  | 20. Mai 2004 (20)      | Shanghai          | Vocal                  |
| Kim Gyu Vin 김규빈   | Kim Gyu-vin 김규빈   | 30. August 2004 (20)   | Seoul             | Vocal                  |
| Park Gun Wook 박건욱 | Park Gun-wook 박건욱 | 10. Januar 2005 (20)   | Gyeonggi-do       | Vocal, Dance, Rap      |
| Han Yu Jin 한유진    | Han Yu-jin 한유진    | 20. März 2007 (18)     | Daegu             | Vocal                  |

## Diskografie

### EPs
| Jahr               | Titel Musiklabel                      | Höchstplatzierung, Gesamtwochen, AuszeichnungChartplatzierungen (Jahr, Titel, Musiklabel, Platzierungen, Wochen, Auszeichnungen, Anmerkungen) | Höchstplatzierung, Gesamtwochen, AuszeichnungChartplatzierungen (Jahr, Titel, Musiklabel, Platzierungen, Wochen, Auszeichnungen, Anmerkungen) | Höchstplatzierung, Gesamtwochen, AuszeichnungChartplatzierungen (Jahr, Titel, Musiklabel, Platzierungen, Wochen, Auszeichnungen, Anmerkungen) | Anmerkungen                                                  |
| Jahr               | Titel Musiklabel                      | KR | JP | US | Anmerkungen                                                  |
| ------------------ | ------------------------------------- | --- | --- | --- | ------------------------------------------------------------ |
| Südkoreanische EPs |                                       | | | |                                                              |
|                    |                                       | | | |                                                              |
| 2023               | Youth in the Shade Wake One           | KR1 ×2Doppeldiamant · (13 Wo.)KR | JP2 (17 Wo.)JP | — | Erstveröffentlichung: 10. Juli 2023 Verkäufe: + 2.000.000    |
| 2023               | Melting Point Wake One                | KR2 Diamant · (13 Wo.)KR | JP2 (19 Wo.)JP | — | Erstveröffentlichung: 6. November 2023 Verkäufe: + 1.000.000 |
| 2024               | You Had Me at Hello Wake One          | KR1 ×3Dreifachplatin + Platin (Poca) · (5 Wo.)KR                                                                                              | — | — | Erstveröffentlichung: 13. Mai 2024 Verkäufe: + 1.000.000     |
| 2024               | Cinema Paradise Wake One              | KR1 Diamant · (6 Wo.)KR | — | — | Erstveröffentlichung: 26. August 2024 Verkäufe: + 1.000.000  |
| 2025               | Blue Paradise Wake One                | KR1 Diamant · (… Wo.)KR | — | US28 (1 Wo.)US | Erstveröffentlichung: 24. Februar 2025 Verkäufe: + 1.000.000 |
| Japanische EPs     |                                       | | | |                                                              |
|                    |                                       | | | |                                                              |
| 2025               | Prezent WakeOne, Lapone, Ariola Japan | — | JP1 (6 Wo.)JP | — | Erstveröffentlichung: 29. Januar 2025                        |

### Singles
| Jahr                   | Titel Album                      | Höchstplatzierung, Gesamtwochen, AuszeichnungChartplatzierungen (Jahr, Titel, Album, Platzierungen, Wochen, Auszeichnungen, Anmerkungen) | Höchstplatzierung, Gesamtwochen, AuszeichnungChartplatzierungen (Jahr, Titel, Album, Platzierungen, Wochen, Auszeichnungen, Anmerkungen) | Anmerkungen                                             |
| Jahr                   | Titel Album                      | KR | JP | Anmerkungen                                             |
| ---------------------- | -------------------------------- | --- | --- | ------------------------------------------------------- |
| Südkoreanische Singles |                                  | | |                                                         |
|                        |                                  | | |                                                         |
| 2023                   | In Bloom Youth in the Shade      | KR38 (10 Wo.)KR | — | Erstveröffentlichung: 10. Juli 2023                     |
| 2023                   | Crush Melting Point              | KR89 (1 Wo.)KR | — | Erstveröffentlichung: 6. November 2023                  |
| 2024                   | Sweat You Had Me at Hello        | — | — | Erstveröffentlichung: 24. April 2024                    |
| 2024                   | Feel the Pop You Had Me at Hello | KR82 (1 Wo.)KR | — | Erstveröffentlichung: 13. Mai 2024                      |
| 2024                   | Good So Bad Cinema Paradise      | KR39 (1 Wo.)KR | — | Erstveröffentlichung: 26. August 2024                   |
| 2025                   | Doctor! Doctor! Blue Paradise    | KR107 (2 Wo.)KR | — | Erstveröffentlichung: 20. Januar 2025                   |
| 2025                   | Blue Blue Paradise               | KR58 (1 Wo.)KR | — | Erstveröffentlichung: 24. Februar 2025                  |
| Japanische Singles     |                                  | | |                                                         |
|                        |                                  | | |                                                         |
| 2024                   | Yura Yura (Unmei no Hana) –      | — | JP1 ×2Doppelplatin · (51 Wo.)JP | Erstveröffentlichung: 20. März 2024 Verkäufe: + 500.000 |
| 2025                   | Only One Story Prezent           | — | — | Erstveröffentlichung: 2025                              |
| 2025                   | Now or Never Prezent             | — | — | Erstveröffentlichung: 2025                              |